# بیمار خیالی (فیلم)
بیمار خیالی (ایتالیایی: Il malato immaginario) یک فیلم کمدی ایتالیایی است که بر پایهٔ نمایشنامهٔ بیمار خیالی مولیر ساخته و در سال ۱۹۷۹ منتشر شد.

## گزیدهٔ بازیگران
- آلبرتو سوردی
- لائورا آنتونلی
- برنار بلیه
- جولیانا دسیو
- مارینا ولادی
- کریستین دسیکا
- اتوره مانی
- ویتوریو کاپریولی
- استفانو ساتا فلورس
- کارلو بینو
- اروس پاگنی